# Liste de fortifications dans le monde
Liste de fortifications dans le monde.

## Europe
- Allemagne
- Autriche
- Belgique
- Biélorussie
- Croatie
- Danemark
- Espagne
- Estonie
- Finlande
- France
- Grèce
- Hongrie
- Irlande
- Italie
- Luxembourg
- Norvège
- Pays-Bas
- Pologne
- Portugal
- Roumanie
- Royaume-Uni
- Russie
- Serbie
- Suède
- Suisse
- Tchéquie
- Ukraine